# Ministerio de Justicia (Italia)
El Ministerio de Justicia (en italiano: Ministero della Giustizia), antiguamente Ministerio de Gracia y Justicia (en italiano: Ministero di Grazia e Giustizia) es un órgano de la administración pública del gobierno italiano encargada de organizar la administración judicial civil, penal y de menores, los jueces y la administración penitenciaria. La sede central del ministerio es el palacio Piacentini, situado en la plaza Regola de la ciudad de Roma, en la vía Arenula, número 70, al cual se puede llegar desde la parada Arenula–Ministerio de Justicia de la línea 8 de la red de tranvías de Roma.
El actual ministro de Justicia es Carlo Nordio, en el cargo desde el 22 de octubre de 2022.

## Historia
El ministerio ha estado presente desde el cuarto gobierno de Camillo Benso, conde de Cavour, en 1861, como un ministerio que también se ocupaba de los asuntos de culto, es decir, de las actividades vinculadas al ámbito religioso y eclesiástico. De hecho, la denominación del ministerio varía con el tiempo en relación con esta actividad.
A partir de 1932, con el gobierno de Benito Mussolini, las actividades religiosas y eclesiásticas pasaron al Ministerio del Interior, más ligado al ejecutivo, donde todavía están, y el ministerio, entonces, asumió la denominación de «Ministerio de Gracia y Justicia».
Muchas competencias han cambiado con el establecimiento del Consejo Superior de la Magistratura en 1958, que ha eliminado del ministro los poderes relacionados con el reclutamiento, nombramiento, transferencia, ascensos, sanciones disciplinarias y renuncias de los magistrados, tanto ordinarios como honorarios. Desde 1990, también asume las responsabilidades del Cuerpo de Policía Penitenciaria y, por lo tanto, se crea el departamento de administración penitenciaria.
El ministerio asumió su nombre actual en 1999 anticipando en parte la entrada en vigor de la Reforma Bassanini sobre la organización del Gobierno, así como la orden n.º 200 de 2006 de la Corte Constitucional, con el cual el poder de la gracia estaba reservado al presidente de la República.

## Competencias
El Ministerio de Justicia tiene como tarea principal:
1. Supervisar la organización de los servicios de justicia, incluso los de organización de oficinas judiciales como tribunales, juzgados y servicios conexos (cancillerías, secretarías, etc.).
2. Supervisar las penitenciarías estatales, tanto gestionando los presos y prisiones existentes a través de la Policía Penitenciaria —que depende del ministerio— como realizando el mantenimiento o construyendo nuevas estructuras.
3. Gestionar las estructuras de los servicios de justicia juvenil, tanto para los menores que experimentan problemas especiales (adopciones, pérdida de familia, acogimiento familiar, etc.) como para aquellos que han cometido delitos (los llamados reformatorios).
4. Gestionar los archivos notariales, es decir, las oficinas donde los notarios depositan los testamentos y otros documentos.
5. Supervisar colegios y colegios profesionales (como abogados, notarios, médicos, contadores, ingenieros, agrimensores, peritos, etc.);
6. Administrar los antecedentes penales, es decir, la base de datos donde constan todas las condenas sufridas.
7. Supervisar la cooperación internacional en asuntos civiles y penales.
8. Preparar las solicitudes de indulto a proponer al presidente de la República.
9. Asegurar la publicación de todos los documentos reglamentarios en la Gaceta Oficial de la República Italiana.
10. Supervisar los cambios a los códigos civil, penal, civil y procesal penal.

## Ministro de Justicia
Al frente del ministerio está el ministro de Justicia designado por el presidente de la República a propuesta del presidente del Consejo de Ministros; es el único citado directamente en la Constitución italiana. Dispone, en el artículo 110, dos funciones principales: la «organización de los servicios» y la «titularidad de la acción disciplinaria contra los magistrados». Las demás funciones están definidas por el derecho común. De conformidad con el artículo 107 de la Constitución también tiene la facultad de promover medidas disciplinarias contra miembros profesionales del poder judicial italiano.

## Organización
La organización del Ministerio de Justicia se rige por el decreto del presidente de Italia de 6 de marzo de 2001, n.º 55. Está organizado en oficinas que colaboran directamente con el ministro y en cuatro departamentos. La Dirección General de Sistemas de Información Automatizados (DGSIA) tiene una función particular que tiene competencias transversales. Al frente de cada departamento está un director general, apoyado por dos adjuntos.

### Oficinas
- Secretaría del ministro;
- Gabinete del ministro;
- Oficina legislativa;
- Inspección general;
- Oficina de coordinación de la actividad internacional;
- Servicio de control interno;
- Portavocía del ministro;
- Oficina de prensa e información

### Departamentos
A continuación, los cuatro departamentos del Ministerio y, a su vez, las direcciones generales en las que se subdividen:

#### Departamento de Asuntos de Justicia – DAG
- Dirección General de Justicia Civil
- Dirección General de Justicia Penal
- Dirección General de Procesal y Derechos Humanos

#### Departamento de Organización, Personal y Servicios Judiciales – DOG
- Dirección General de Personal y Formación
- Dirección General de Recursos Materiales, Bienes y Servicios
- Dirección General de Presupuesto y Contabilidad
- Dirección General de Magistrados
- Dirección General de Estadística
- Dirección General de Gestión y Mantenimiento del Complejo Judicial de Nápoles
- Dirección General de Sistemas de Información Automatizados (DGSIA)

La Dirección General de Sistemas de Información Automatizados es la responsable del sector informático de todo el Ministerio de Justicia.

#### Departamento de Justicia Juvenil y Comunitaria – DGM
- Dirección General de personal y formación;
- Dirección General de Recursos Materiales, bienes y servicios;
- Dirección General de Aplicación de Medidas Judiciales.
- Dirección General de Ejecución Penal Externa y Libertad Condicional.

#### Departamento de Administración Penitenciaria – DAP
- Dirección General de Personal y Recursos
- Dirección General de Formación
- Dirección General de Reclusos y Tratamiento

La Policía Penitenciaria también depende de este departamento.

### Oficinas judiciales
El Ministerio de Justicia supervisa el personal y la organización de todas las oficinas judiciales ordinarias, como oficinas territoriales del ministerio, y sin perjuicio de las funciones de los magistrados del Consejo Superior de la Magistratura. Las oficinas judiciales de los jueces especiales dependen de diferentes administraciones y ministerios (los tribunales militares dependen del Ministerio de Defensa, las Comisiones Fiscales dependen del Ministerio de Economía y Finanzas, el Tribunal de Cuentas, el Consejo de Estado y los tribunales administrativos regionales dependen de la Presidencia del Consejo de Ministros.
Esta es la organización de las oficinas:
- la Corte Suprema de Casación, órgano judicial con competencia general y nacional;
- el Tribunal Superior de Aguas Públicas, despacho judicial con competencia especial y nacional;
- la Fiscalía General de la Corte Suprema de Casación, oficina judicial de procesamiento con jurisdicción nacional general;
- la Dirección Nacional Antimafia y Terrorismo, oficina judicial procesal con tareas de coordinación en materia de delincuencia organizada, con competencia nacional;
- las secciones 26 y 3 del Tribunal de Apelaciones, dependencias judiciales con competencia distrital;
- las secciones 26 y 3 de la Fiscalía General de la República ante el Tribunal de Apelaciones, que ejercen funciones judiciales con competencia distrital;
- las secciones 26 y 3 de los Juzgados de Menores, dependencias judiciales con competencia en materia de menores y distritales;
- las secciones 26 y 3 del Ministerio Público en el Juzgado de Menores, que atienden las oficinas judiciales con competencia en materia de menores y distritos;
- los ocho tribunales regionales de aguas públicas, oficinas judiciales con competencia especial y distrital;
- los veintinueve tribunales de control, oficinas judiciales judiciales con competencia distrital;
- los ciento sesenta y seis tribunales, y las doscientos veinte secciones, oficinas judiciales con competencia sobre jurisdicción;
- los ciento sesenta y seis fiscalías públicas del tribunal, que procesan despachos judiciales con competencia local;
- las cincuenta y ocho oficinas de vigilancia, oficinas de adjudicación judicial con competencia local;
- los 847 jueces de paz, cargos judiciales con competencia judicial.

Las administraciones de los ministerios públicos se definen como secretarías y las de las oficinas adjudicadoras son cancillerías.

### Instalaciones juveniles
Los centros de menores divididos territorialmente en doce centros presentes en toda Italia a nivel regional o que agrupan dos o más regiones dependen del ministerio. Cada centro opera en el territorio a través de los servicios de Justicia Juvenil previstos en el artículo 8 del decreto legislativo de 28 de julio de 1989, n.º 272.
La formación del personal de justicia de menores está a cargo del Instituto Central de Formación de Personal con sede en Roma. El Instituto tiene sus propias oficinas descentralizadas en Castiglione delle Stiviere (Mantua) y Mesina.

### Instalaciones penitenciarias
Todas las instalaciones penitenciarias de Italia dependen también del Ministerio de Justicia. Están organizados, de conformidad con el artículo 59 de la ley de 26 de julio de 1975, n.º 354, la Ley de regulación penitenciaria, en:
- Instituciones de prisión preventiva
- Institutos para la ejecución de penas
- Institutos para la implementación de medidas de seguridad
- Centros de observación

Las estructuras territoriales de la administración penitenciaria son también las Oficinas Locales Externas de Ejecución Penal (UEPE), denominadas así por ley de 27 de julio de 2005, n.º 154, que modificó el artículo 72 de la ley de 26 de julio de 1975, n.º 354, que constituían los centros de servicios sociales para adultos de la administración penitenciaria. Las oficinas se ocupan de la aplicación, modificación, ampliación y revocación de las medidas de seguridad, así como del tratamiento de los presos e internados condenados y siguen la reintegración a la vida libre de aquellos sujetos a medidas de seguridad no privativas de la libertad.
Las distintas estructuras están gestionadas por las respectivas direcciones que funcionan de conformidad con las directrices de la Supervisión Regional de la Administración Penitenciaria, que garantizan la uniformidad de la acción penitenciaria en la región. Las superintendencias regionales ejercen competencias relativas a asuntos de importancia regional, de acuerdo con las directrices del Departamento de Administración Penitenciaria, que garantiza la uniformidad de la acción penitenciaria en el territorio nacional, respetando las prerrogativas regionales. Hay dieciséis superintendencias regionales.

### Organización periférica nueva
En el marco de las reformas del sistema judicial, el decreto legislativo de 25 de julio de 2006, n.º 240 que contiene: «Identificación de las responsabilidades de los magistrados titulares y gerentes administrativos de las oficinas judiciales, así como la descentralización regional de determinadas competencias del Ministerio de Justicia». Contiene importantes innovaciones organizativas, casi revolucionarias, como:
- regula por primera vez las relaciones entre los magistrados titulares de los despachos judiciales y sus responsables administrativos;
- establece estructuras descentralizadas en el territorio del Ministerio de Justicia.

La reforma aún no se ha aplicado, también debido a la resistencia del poder judicial asociado, temeroso de perder el control que tiene sobre la administración.

## Policía penitenciaria
Depende del Departamento de Administración Penitenciaria (DAP), el Cuerpo de Policía Penitenciaria, que funciona como un cuerpo de policía civil, tal como lo establece la ley de reforma de 1990, que desmilitarizó el cuerpo de funcionarios de prisiones. Las competiciones de la Policía Penitenciaria están reguladas por el decreto legislativo n.º 443 del 30 de octubre de 1992 del Reglamento del personal del Cuerpo de Policía Penitenciaria. El reclutamiento en la Policía Penitenciaria se realiza mediante concurso público para el puesto de agentes, inspectores y directores o comisarios, mientras que para el de superintendentes —que no requiere de concurso público— y el de inspectores, se prevén concursos internos basados en calificaciones y exámenes.

## Informatización
La informática en el Ministerio de Justicia está organizada por la Dirección General de Sistemas de Información Automatizados (DGSIA), que opera territorialmente a través de CISIA y expertos ministeriales en informática.
Sin embargo, la gran mayoría de las actividades informáticas —incluido el tratamiento de datos sensibles— son realizadas por técnicos subcontratados que operan como si fueran empleados públicos —con un doble coste pagado a las empresas— en el contrato de la asistencia técnica unificada (ATU) adjudicado esencialmente a las mismas empresas durante muchos años.
En los últimos años, gracias a un progresivo recorte financiero de los costes judiciales, ha estallado un grave problema de irregularidad y precariedad generalizadas en detrimento de los profesionales informáticos externos. La historia aterrizó en los medios y en el Parlamento a lo que finalmente se dio una respuesta, pero que no se llevó a la práctica. A principios de 2008, mediante un contrato del Centro Nacional de Tecnologías de la Información en la Administración Pública (CNIPA), el servicio pasó a estar bajo el control de una unión temporal de empresas formada por Telecom Italia, ElsagDatamat e Engineering. 
Otro cambio de manos se ha materializado en una de las salidas del llamado Sistema Público de Conectividad (SPC) que, de hecho, representa una “involución” total, más burocratizada y menos eficiente, a pesar de que los trabajadores y las empresas de asistencia técnica unificada ya operan son los mismos.
Los responsables de informática formados en el Ministerio de Justicia fueron apartados en favor de sujetos externos.

## Situación financiera
A finales de 2006, las deudas declaradas por el Ministerio de Justicia ascendían a 394 500 000 €. De ellos, 251 000 000 € pertenecen a la administración judicial, 132 000 000 € a la administración penitenciaria y 11 400 000 € a la administración de justicia juvenil.
Esto se compara con una necesidad estimada para 2007 de 279 900 000 € (154 400 000 €  para la administración judicial, 103 500 000 € para la administración penitenciaria y 22 000 000 € para la justicia juvenil). El Tribunal de Cuentas declaró que una solución a corto plazo al problema de las deudas pasadas no es realista.

## Política de nombramiento ejecutivo
Bajo el ministro Angelino Alfano continuó una política de nombramientos cuestionable y poco transparente, cuyo objetivo era nombrar magistrados o personas ajenas a la administración para puestos directivos, sin las competencias adecuadas.
Con motivo de la creación del nuevo Organismo Independiente de Valoración (OIV), que substituye al Servicio de Control Interno (SECIN), el magistrado Angelo Gargani —posteriormente implicado en la investigación sobre la supuesta Logia P3— fue nombrado presidente, y Angelo Giorgianni, también magistrado, exsubsecretario del Ministerio del Interior en el primer gobierno de Romano Prodi, obligado a dimitir en la polémica, y el empleado administrativo Lello Casesa, todos con rango y salario de directores generales, como miembros.
El nombramiento de M. Casesa causó mucho ruido porque, en la resolución de aprobación de la Comisión Independiente de Evaluación, Integridad y Transparencia (CIViT), se define que tiene una «importante experiencia en el ámbito de la organización y gestión de oficinas y personal, así como conocimientos de derecho organizacional, con especial referencia a los sectores del turismo y la cultura», mientras que, como reveló el periodista Gian Antonio Stella, es sólo un empleado y amigo del ministro, cuyo currículum incluye la presidencia de la fiesta de los almendros en flor en Agrigento. En cuanto a Gargani, de más de setenta años, la Comisión observó que «la edad de los afiliados no se corresponde con la edad de jubilación, que se fija según la profesión a la que pertenecen».

## Conexiones
Se puede llegar desde la parada Arenula–Ministerio de Justicia de la línea 8 de la red de tranvías de Roma.